# مالی چمبار
مالی چمبار (انگلیسی: Maly Chembar) یک رودخانه در استان پنزای کشور روسیه است.